# Spilosmylus pretiosus
Spilosmylus pretiosus is een insect uit de familie watergaasvliegen (Osmylidae), die tot de orde netvleugeligen (Neuroptera) behoort. 
Spilosmylus pretiosus is voor het eerst wetenschappelijk beschreven door Banks in 1931. De soort komt voor in India en Maleisië.